# کارنامه (ماهنامه)
کارنامه ماهنامه‌ای ادبی بود که مؤسسه فرهنگی کارنامه آن را در ایران منتشر می‌کرد. این مجله پس از ۴۹ شماره با حکم شورای نظارت بر مطبوعات وزارت فرهنگ و ارشاد اسلامی در ۲۴ اسفند ۱۳۸۳ توقیف شد.

## تاریخچه
نگار اسکندرفر (سلطانی) مجوز انتشار کارنامه را در سال ۱۳۷۶ از وزارت ارشاد دریافت کرد. نخستین شماره آن در پاییز ۱۳۷۷ آماده انتشار بود، اما وقوع قتل‌های زنجیره‌ای باعث شد تا انتشار آن به سال بعد موکول شود. بدین ترتیب شماره نخست کارنامه در تاریخ خرداد ۱۳۷۸ با سردبیری هوشنگ گلشیری منتشر شد. گلشیری تا زمان مرگ در سال ۱۳۷۹ عهده‌دار این سمت بود. پس از مرگ گلشیری یک شماره کارنامه با سردبیری نگار اسکندرفر (مدیر مؤسسه کارنامه) منتشر شد. آن گاه محمود دولت‌آبادی شماره دوازدهم را که ویژه گلشیری بود سردبیری کرد. از آن پس تا شماره آخر این مجله زیر نظر شورای سردبیری منتشر می‌شد.
منوچهر آتشی دبیر شعر، عمران صلاحی، محمد محمدعلی دبیر قصه، شهریار وقفی‌پور دبیر مقالات و حافظ موسوی سردبیر از جمله اعضای تحریریه کارنامه بودند. سپیده زرین پناه مسئول بخش ادبیات مهاجرت و عادل هاشمی ویراستار و مسئول بخش معرفی کتاب بودند.
کارنامه بخش ویژه‌ای از هر شماره را با عنوان «جمع‌خوانی» به معرفی یک چهرهٔ ادبی-فرهنگی داخلی یا خارجی برجسته و تحلیل آثار او اختصاص می‌داد.
کارنامه در کنار چاپ اشعار، داستان‌ها و مقالات نویسندگان داخل ایران بخش ویژه‌ای به نام ادبیات مهاجرت داشت که در آن آثار نویسندگان خارج از کشور را چاپ می‌کرد.
جایزه شعر کارنامه همه ساله با دبیری حافظ موسوی و حضور منوچهر آتشی و جمعی از شاعران برگزار می‌شد که پس از تعطیلی مجله کارنامه، این مراسم متوقف شد.
مؤسسه کارنامه مدرسه سینمایی کارنامه و انتشارات فرخ نگار را نیز اداره می‌کند که با توجه به داشتن مجوزهای جداگانه از معاونتهای مختلف وزارت ارشاد به کار خود ادامه دادند.